# Robby De Caluwé
Pour les articles homonymes, voir De Caluwé.
Robby De Caluwé, né à Lokeren le 1er janvier 1975, est un homme politique belge pour l’Open Vld. 
Il est bourgmestre de Moerbeke depuis 2013 et membre de la Chambre des représentants depuis 2019.

## Biographie
De Caluwé a étudié la gestion d'entreprise de 1994 à 1997. Il a travaillé en tant que directeur de bureau chez SD Worx jusqu'à 2011, pour après lancer sa propre entreprise de ressources humaines.

## Parcours politique
En 1994, De Caluwé a commencé sa carrière politique au sein de Jong VLD Moerbeke. En 2000, il en est devenu président. Il a également été membre du conseil national du parti d'Open Vld en 2008 et, en 2010, il est devenu chef de département du parti libéral à Moerbeke. De fin 2016 à début 2020, il a été président régional d'Open Vld Gent-Eeklo et a de nouveau été membre du conseil national du parti.
Après les élections de 2000, il est devenu conseiller municipal de Moerbeke. Après que son prédécesseur Filip Marin a quitté le parti, le parti lui avait demandé tirer la liste pour les élections municipales de 2012. Il a obtenu 860 voix de préférence. Lors des élections municipales du 14 octobre 2018, il a obtenu 1 129 voix de majorité.
Aux élections fédérales de 2019, il était le premier suppléant. Mathias De Clercq n'ayant pas pris ses fonctions, il est devenu député de la circonscription de Flandre orientale. De Caluwé est membre des commissions "Santé et égalité des chances" et "Naturalisations".
Le 2 juillet 2020, il est nommé président de la commission spéciale chargée d'examiner la gestion de l'épidémie de COVID-19 par la Belgique.